# Victor Milner
Victor Milner (* 15. Dezember 1893 in New York City; † 29. Oktober 1972 in Los Angeles, Kalifornien) war ein US-amerikanischer Kameramann.
Victor Milner begann seine Karriere als Kameramann bereits 1917 und gehörte vor allem in den 1930er Jahren zu den Großen seiner Zunft. Bei insgesamt neun Oscarnominierungen für seine Arbeiten erhielt er 1935 die Auszeichnung für Cleopatra. Von 1937 bis 1939 war er außerdem Präsident der American Society of Cinematographers, zu deren Begründern er im Jahre 1919 gehörte. 1953 trat er mit seiner Arbeit an Sekunden der Angst letztmals in Erscheinung. Insgesamt war er an mehr als 130 Produktionen beteiligt. 

## Filmografie (eine Auswahl)
- 1924: Die rote Lilie (The Red Lily)
- 1924: Ihre romantische Nacht (Her Night of Romance)
- 1925: Das Herz des Stierkämpfers (The Spaniard)
- 1925: Der Wanderer (The Wanderer)
- 1927: Der Weg allen Fleisches (The Way of All Flesh)
- 1928: Das zweite Leben (Three Sinners)
- 1928: Der König von Soho (The Street of Sin)
- 1928: Sünden der Väter (Sins of the Fathers)
- 1928: Die Dame aus Moskau (The Woman From Moscow)
- 1929: Millionen um ein Weib (The Wolf of Wall Street)
- 1929: Liebesparade (The Love Parade)
- 1930: Paramount-Parade (Paramount on Parade)
- 1930: Monte Carlo
- 1930: Das Verbrechen von Buenas Terras (The Texan)
- 1931: Der Mann, den sein Gewissen trieb (Broken Lullaby)
- 1932: Eine Stunde mit Dir (One Hour with You)
- 1932: Schönste, liebe mich (Love Me Tonight)
- 1932: Ärger im Paradies (Trouble in Paradise)
- 1932: Madame verliert ihr Kleid (This Is the Night)
- 1933: Serenade zu dritt (Design for Living)
- 1933: One Sunday Afternoon – Regie: Stephen Roberts
- 1933: Das Hohe Lied (The Song of Songs)
- 1933: Hotel auf dem Ozean (Luxury Liner)
- 1934: Cleopatra
- 1935: Kreuzritter – Richard Löwenherz (The Crusades)
- 1935: Die Farm am Mississippi (So Red the Rose)
- 1935: Das Mädchen, das den Lord nicht wollte (The Gilded Lily)
- 1936: Der General starb im Morgengrauen (The General Died at Dawn)
- 1936: Der Held der Prärie (The Plainsman)
- 1937: High, Wide and Handsome
- 1937: Künstlerball (Artists and Models)
- 1938: Give Me a Sailor – Regie: Elliott Nugent
- 1938: Der Freibeuter von Louisiana (The Buccaneer)
- 1939: Union Pacific
- 1939: Dreivierteltakt am Broadway (The Great Victor Herbert)
- 1940: Weihnachten im Juli (Christmas in July)
- 1940: Die scharlachroten Reiter (North West Mounted Police)
- 1941: Die Falschspielerin (The Lady Eve)
- 1942: Piraten im karibischen Meer (Reap the Wild Wind)
- 1942: Atemlos nach Florida (The Palm Beach Story)
- 1944: Dr. Wassells Flucht aus Java (The Story of Dr. Wassell)
- 1944: Das Korsarenschiff (The Princess and the Pirate)
- 1945: Der Wundermann (Wonder Man)
- 1946: Die seltsame Liebe der Martha Ivers (The Strange Love of Martha Ivers)
- 1947: Eine brennende Liebe (The Other Love)
- 1948: Die Ungetreue (Unfaithfully Yours)
- 1950: Liebesrausch auf Capri (September Affair)
- 1950: Stadt im Dunkel (Dark City)
- 1950: Die Farm der Besessenen (The Furies)
- 1951: Spione, Liebe und die Feuerwehr (My Favorite Spy)
- 1952: Carrie
- 1953: Sekunden der Angst (Jeopardy) – Regie: John Sturges